# BitLocker
BitLocker Drive Encryption is een schijfencryptie-programma ontworpen om gegevens te beschermen door encryptie voor alle gegevens en opgenomen in de Microsoft-besturingssystemen Windows Vista, Windows Server 2008, Windows 7, Windows 8 en Windows 10. Standaard gebruikt het het AES-encryptiealgoritme in CBC-modus met een 128 bits sleutel, gecombineerd met de Elephant Diffuser voor extra specifieke schijfencryptie beveiliging die niet door AES ondersteund wordt.
Voor Windows 7 en Vista is BitLocker alleen beschikbaar in de Enterprise en Ultimate-edities. In de RTM-release van Windows Vista, kan het besturingssysteem alleen worden versleuteld met behulp van de GUI. Voor het versleutelen van andere volumes zijn WMI gebaseerde scripts nodig die opgenomen zijn in de Windir%\System32-map van Windows Vista. Een voorbeeld van het gebruik van de WMI-interface is in het script manage-bde.wsf, die kan worden gebruikt voor het opzetten en beheren van BitLocker vanaf de taakbalk. Met behulp van het configuratiescherm van Windows Vista Service Pack 1 en Windows Server 2008 kunnen ook andere dan het besturingssysteem-volume door BitLocker worden beveiligd.
Het Elephant Diffuser mechanisme is verdwenen uit Bitlocker voor Windows 8 en Windows Server 2012, zodat op deze systemen AES met CBC en een voorspelbare "Initialisation Vector" overblijft.